# 텐다이 다리콰
텐다이 데이비드 다리콰(영어: Tendayi David Darikwa, 1991년 12월 13일 ~ )는 아폴론 리마솔에서 라이트백으로 뛰는 짐바브웨의 프로 축구 선수이다. 잉글랜드에서 태어난 그는 짐바브웨 국가대표팀에서 뛰고 있다.

## 어린 시절
짐바브웨의 아버지와 노팅엄의 영국과 카리브해 지역의 어머니 사이에서 태어난 다리콰는 웨스트 브리지퍼드에서 자랐고 애비 로드 초등학교를 다녔다.

## 구단 경력

### 체스터필드
다리콰는 체스터필드에서 선수 생활을 시작하여 2010년 여름에 첫 프로 계약을 체결하고 2010년 10월 동료 체스터필드 선수 크레이그 클레이와 임대로 배로에 합류했다.
2010년 11월 27일, 그는 버턴 앨비언과의 FA컵 경기에서 딘 스몰리와 55분에 교체 투입되며 체스터필드 데뷔 전을 치렀다.
다리콰는 2011-12 시즌에 체스터필드에서 데뷔를 하였고, 그는 고향 클럽 노츠 카운티로 출발하였다. 그는 2012년 5월에 구단으로부터 새로운 1년 계약을 제안 받았다.
2012-13 시즌 초반의 좋은 리그 성적으로 인해, 2012년 10월 말 폴 쿡 신임 감독이 임명된 후, 다리콰는 2015년까지 1년 연장 계약을 맺었다. 그리고 나서 그는 2012년 12월 풋볼 리그 이달의 젊은 선수상을 수상하며 전국적인 인정을 받았다. 2013년 10월, 다리콰는 프리미어리그 클럽 맨체스터 유나이티드로의 이적과 연결되었고, 매니저 데이비드 모이스는 그 선수를 영입했다. 다리콰는 그의 관심이 "우쭐해졌다"고 말했지만, 그는 그 수준으로 뛸 준비가 되지 않았다고 느꼈다.

### 번리
2015년 7월 30일 챔피언십 클럽 번리와 3년 계약을 체결했다. 2015-16 시즌 개막일인 8월 8일, 그는 1-1로 비긴 리즈 유나이티드와의 경기에서 번리 데뷔 전을 치렀고, 샘 보크스의 동점골을 어시스트했다. 9월 26일, 그는 2-1로 패한 레딩과의 경기에서 번리에서의 첫 골을 기록했다.

### 노팅엄 포리스트
다리콰는 2017년 7월 26일 노팅엄 포리스트와 4년 계약을 체결했다. 그는 2017년 8월 4일 밀월과의 안방 경기에서 1-0으로 이긴 경기에서 리그 데뷔 전을 치렀다.  그는 2017년 9월 20일 첼시와의 EFL컵 경기에서 클럽에서의 첫 골을 기록했다.

### 위건 애슬레틱
2021년 1월 11일 리그 원의 위건 애슬레틱과 시즌 종료까지 단기 계약으로 합류했으며, 1월 16일 로치데일과의 경기에서 데뷔 전을 치렀다. 다리콰는 2021년 7월 1일 클럽과 2년 계약을 체결했다. 2021년 8월 21일 찰턴 애슬레틱과의 경기에서 2-0으로 승리한 경기에서 위건에서의 첫 골을 기록했다.

### 아폴론 리마솔
2023년 6월 27일, 다리콰는 키프로스 1부 리그의 아폴론 리마솔에 입단하는 것에 원칙적으로 동의한 것으로 발표되었다.

## 국가대표팀 경력
2013년 10월, 다리콰는 짐바브웨 국가대표팀에서 뛰고 싶다고 밝혔으나 전 짐바브웨 축구 협회 관계자로부터 "처리 비용"을 지불하라는 요청을 받은 후 자신의 자리를 재고했다. 그는 짐바브웨나 잉글랜드의 향후 접근 방식을 고려할 것이라고 밝혔다. 다리콰는 2017년 11월 8일 레소토와의 친선 경기에서 짐바브웨 국가대표팀 데뷔 전을 치렀다.